# Semiothisa arularia
Semiothisa arularia är en fjärilsart som beskrevs av Charles Oberthür 1923. Semiothisa arularia ingår i släktet Semiothisa och familjen mätare. Inga underarter finns listade i Catalogue of Life.